# Pop Smoke/Diskografie
Diese Diskografie ist eine Übersicht über die musikalischen Werke des US-amerikanischen Rappers Pop Smoke. Den Schallplattenauszeichnungen zufolge hat er bisher mehr als 48,8 Millionen Tonträger verkauft, davon allein in seiner Heimat über 29 Millionen. Seine erfolgreichste Veröffentlichung ist die Single For the Night mit über 9,9 Millionen verkauften Einheiten.

## Alben

### Studioalben
| Jahr | Titel Musiklabel                                             | Höchstplatzierung, Gesamtwochen, AuszeichnungChartplatzierungen (Jahr, Titel, Musiklabel, Platzierungen, Wochen, Auszeichnungen, Anmerkungen) | Höchstplatzierung, Gesamtwochen, AuszeichnungChartplatzierungen (Jahr, Titel, Musiklabel, Platzierungen, Wochen, Auszeichnungen, Anmerkungen) | Höchstplatzierung, Gesamtwochen, AuszeichnungChartplatzierungen (Jahr, Titel, Musiklabel, Platzierungen, Wochen, Auszeichnungen, Anmerkungen) | Höchstplatzierung, Gesamtwochen, AuszeichnungChartplatzierungen (Jahr, Titel, Musiklabel, Platzierungen, Wochen, Auszeichnungen, Anmerkungen) | Höchstplatzierung, Gesamtwochen, AuszeichnungChartplatzierungen (Jahr, Titel, Musiklabel, Platzierungen, Wochen, Auszeichnungen, Anmerkungen) | Höchstplatzierung, Gesamtwochen, AuszeichnungChartplatzierungen (Jahr, Titel, Musiklabel, Platzierungen, Wochen, Auszeichnungen, Anmerkungen) | Anmerkungen                                              |
| Jahr | Titel Musiklabel                                             | DE | AT | CH | UK | US | R&B | Anmerkungen                                              |
| ---- | ------------------------------------------------------------ | --- | --- | --- | --- | --- | --- | -------------------------------------------------------- |
| 2020 | Shoot for the Stars, Aim for the Moon Republic Records (UMG) | DE9 Gold · (130 Wo.)DE | AT1 (142 Wo.)AT | CH1 (207 Wo.)CH | UK1 ×2Doppelplatin · (147 Wo.)UK | US1 ×2Doppelplatin · (202 Wo.)US | R&B1 (167 Wo.)R&B | Erstveröffentlichung: 3. Juli 2020 Verkäufe: + 3.619.500 |
| 2021 | Faith Republic Records (UMG)                                 | DE7 (6 Wo.)DE | AT4 (5 Wo.)AT | CH3 (10 Wo.)CH | UK3 Silber · (6 Wo.)UK | US1 (13 Wo.)US | R&B1 (9 Wo.)R&B | Erstveröffentlichung: 16. Juli 2021 Verkäufe: + 77.500   |

### Mixtapes
| Jahr | Titel Musiklabel                      | Höchstplatzierung, Gesamtwochen, AuszeichnungChartplatzierungen (Jahr, Titel, Musiklabel, Platzierungen, Wochen, Auszeichnungen, Anmerkungen) | Höchstplatzierung, Gesamtwochen, AuszeichnungChartplatzierungen (Jahr, Titel, Musiklabel, Platzierungen, Wochen, Auszeichnungen, Anmerkungen) | Höchstplatzierung, Gesamtwochen, AuszeichnungChartplatzierungen (Jahr, Titel, Musiklabel, Platzierungen, Wochen, Auszeichnungen, Anmerkungen) | Höchstplatzierung, Gesamtwochen, AuszeichnungChartplatzierungen (Jahr, Titel, Musiklabel, Platzierungen, Wochen, Auszeichnungen, Anmerkungen) | Höchstplatzierung, Gesamtwochen, AuszeichnungChartplatzierungen (Jahr, Titel, Musiklabel, Platzierungen, Wochen, Auszeichnungen, Anmerkungen) | Höchstplatzierung, Gesamtwochen, AuszeichnungChartplatzierungen (Jahr, Titel, Musiklabel, Platzierungen, Wochen, Auszeichnungen, Anmerkungen) | Anmerkungen                                               |
| Jahr | Titel Musiklabel                      | DE | AT | CH | UK | US | R&B | Anmerkungen                                               |
| ---- | ------------------------------------- | --- | --- | --- | --- | --- | --- | --------------------------------------------------------- |
| 2019 | Meet the Woo Republic Records (UMG)   | — | — | — | UK— SilberUK | US105 (4 Wo.)US | — | Erstveröffentlichung: 26. Juli 2019 Verkäufe: + 90.000    |
| 2020 | Meet the Woo 2 Republic Records (UMG) | DE94 (1 Wo.)DE | AT51 (3 Wo.)AT | CH30 (12 Wo.)CH | UK16 Gold · (61 Wo.)UK | US7 Gold · (102 Wo.)US | R&B5 (52 Wo.)R&B | Erstveröffentlichung: 7. Februar 2020 Verkäufe: + 795.000 |

### EPs
| Jahr | Titel Musiklabel                         | Anmerkungen                              |
| ---- | ---------------------------------------- | ---------------------------------------- |
| 2020 | Mood Swings EP Republic Records (UMG)    | Erstveröffentlichung: 22. September 2020 |
| 2020 | Enjoy Yourself EP Republic Records (UMG) | Erstveröffentlichung: 30. September 2020 |
| 2020 | For the Night EP Republic Records (UMG)  | Erstveröffentlichung: 7. Oktober 2020    |

## Singles

### Als Leadmusiker
| Jahr | Titel Album                                                                    | Höchstplatzierung, Gesamtwochen, AuszeichnungChartplatzierungen (Jahr, Titel, Album, Platzierungen, Wochen, Auszeichnungen, Anmerkungen) | Höchstplatzierung, Gesamtwochen, AuszeichnungChartplatzierungen (Jahr, Titel, Album, Platzierungen, Wochen, Auszeichnungen, Anmerkungen) | Höchstplatzierung, Gesamtwochen, AuszeichnungChartplatzierungen (Jahr, Titel, Album, Platzierungen, Wochen, Auszeichnungen, Anmerkungen) | Höchstplatzierung, Gesamtwochen, AuszeichnungChartplatzierungen (Jahr, Titel, Album, Platzierungen, Wochen, Auszeichnungen, Anmerkungen) | Höchstplatzierung, Gesamtwochen, AuszeichnungChartplatzierungen (Jahr, Titel, Album, Platzierungen, Wochen, Auszeichnungen, Anmerkungen) | Höchstplatzierung, Gesamtwochen, AuszeichnungChartplatzierungen (Jahr, Titel, Album, Platzierungen, Wochen, Auszeichnungen, Anmerkungen) | Anmerkungen                                                                            |
| Jahr | Titel Album                                                                    | DE | AT | CH | UK | US | R&B | Anmerkungen                                                                            |
| --- | ------------------------------------------------------------------------------ | --- | --- | --- | --- | --- | --- | -------------------------------------------------------------------------------------- |
| 2018 | MPR –                                                                          | — | — | — | — | — | — | Erstveröffentlichung: 19. Dezember 2018                                                |
| 2019 | Flexin’ –                                                                      | — | — | — | — | — | — | Erstveröffentlichung: 29. Januar 2019                                                  |
| 2019 | Meet the Woo                                                                   | — | — | — | — | — | — | Erstveröffentlichung: 4. April 2019                                                    |
| 2019 | Welcome to the Party Meet the Woo                                              | — | — | — | UK— GoldUK | US— PlatinUS | R&B48 (1 Wo.)R&B | Erstveröffentlichung: 23. April 2019 Verkäufe: + 1.430.000                             |
| 2019 | Dior Meet the Woo                                                              | DE59 Platin · (9 Wo.)DE | AT61 (4 Wo.)AT | CH42 (26 Wo.)CH | UK33 ×2Doppelplatin · (14 Wo.)UK | US22 ×3Dreifachplatin · (21 Wo.)US | R&B12 (22 Wo.)R&B | Erstveröffentlichung: 26. Juli 2019 Verkäufe: + 5.003.333                              |
| 2019 | War Meet the Woo 2                                                             | — | — | — | UK— SilberUK | — | — | Erstveröffentlichung: 4. Oktober 2019 Verkäufe: + 200.000; feat. Lil Tjay              |
| 2019 | Drive the Boat –                                                               | — | — | — | — | — | — | Erstveröffentlichung: 6. Dezember 2019                                                 |
| 2019 | 100k on a Coupe –                                                              | — | — | — | — | — | — | Erstveröffentlichung: 13. Dezember 2019 feat. Calboy                                   |
| 2020 | Christopher Walking Meet the Woo 2                                             | — | — | — | — | — | — | Erstveröffentlichung: 16. Januar 2020                                                  |
| 2020 | Shake the Room Meet the Woo 2                                                  | — | — | — | UK76 Silber · (2 Wo.)UK | US93 Gold · (1 Wo.)US | R&B43 (1 Wo.)R&B | Erstveröffentlichung: 7. Februar 2020 Verkäufe: + 700.000; feat. Quavo                 |
| 2020 | Make It Rain Shoot for the Stars, Aim for the Moon                             | — | — | CH84 (1 Wo.)CH | UK73 (1 Wo.)UK | US49 (2 Wo.)US | R&B21 (3 Wo.)R&B | Erstveröffentlichung: 5. Juni 2020 feat. Rowdy Rebel                                   |
| 2020 | For the Night Shoot for the Stars, Aim for the Moon • For the Night EP         | DE28 Gold · (17 Wo.)DE | AT19 Gold · (18 Wo.)AT | CH7 (35 Wo.)CH | UK14 Platin · (23 Wo.)UK | US6 ×8Achtfachplatin · (43 Wo.)US | R&B4 (35 Wo.)R&B | Erstveröffentlichung: 3. Juli 2020 Verkäufe: + 9.918.333; feat. Lil Baby & DaBaby      |
| 2020 | The Woo Shoot for the Stars, Aim for the Moon                                  | DE86 (2 Wo.)DE | AT42 (3 Wo.)AT | CH14 (10 Wo.)CH | UK9 Platin · (11 Wo.)UK | US11 ×2Doppelplatin · (20 Wo.)US | R&B9 (23 Wo.)R&B | Erstveröffentlichung: 10. Juli 2020 Verkäufe: + 3.120.000; feat. 50 Cent & Roddy Ricch |
| 2020 | Mood Swings Shoot for the Stars, Aim for the Moon • Mood Swings EP             | DE30 Gold · (14 Wo.)DE | AT29 Gold · (13 Wo.)AT | CH11 (16 Wo.)CH | UK5 ×2Doppelplatin · (26 Wo.)UK | US17 ×3Dreifachplatin · (20 Wo.)US | R&B8 (23 Wo.)R&B | Erstveröffentlichung: 21. August 2020 Verkäufe: + 5.140.000; feat. Lil Tjay            |
| 2020 | What You Know Bout Love Shoot for the Stars, Aim for the Moon • Mood Swings EP | DE12 Gold · (19 Wo.)DE | AT9 Gold · (18 Wo.)AT | CH8 (27 Wo.)CH | UK4 ×2Doppelplatin · (27 Wo.)UK | US9 ×2Doppelplatin · (42 Wo.)US | R&B4 (36 Wo.)R&B | Erstveröffentlichung: 2. Oktober 2020 Verkäufe: + 4.738.333                            |
| 2020 | Iced Out Audemars –                                                            | — | — | — | — | — | — | Erstveröffentlichung: 15. Oktober 2020 feat. Lil Wayne                                 |
| 2021 | AP Boogie: Original Motion Picture Soundtrack                                  | DE85 (1 Wo.)DE | AT66 (1 Wo.)AT | CH41 (1 Wo.)CH | UK56 (1 Wo.)UK | US64 (2 Wo.)US | R&B24 (3 Wo.)R&B | Erstveröffentlichung: 26. Februar 2021                                                 |
| 2021 | Lane Switcha Fast & Furious 9: The Fast Saga                                   | — | — | — | — | — | — | Erstveröffentlichung: 18. Juni 2021 mit Skepta feat. A$AP Rocky, Juicy J & Project Pat |
| Folgende Lieder erschienen nicht als Single, wurden aber durch das Album zum Download und Streaming bereitgestellt und konnten somit eine Platzierung erlangen: |                                                                                | | | | | | |                                                                                        |
| |                                                                                | | | | | | |                                                                                        |
| 2020 | Gangstas Shoot for the Stars, Aim for the Moon                                 | — | — | CH28 (2 Wo.)CH | UK— SilberUK | US37 (2 Wo.)US | R&B18 (2 Wo.)R&B | Charteinstieg: 12. Juli 2020 Verkäufe: + 420.000                                       |
| 2020 | Got It on Me Shoot for the Stars, Aim for the Moon                             | — | — | CH52 (1 Wo.)CH | UK— GoldUK | US31 Platin · (10 Wo.)US | R&B15 (15 Wo.)R&B | Charteinstieg: 18. Juli 2020 Verkäufe: + 1.775.000                                     |
| 2020 | Aim for the Moon Shoot for the Stars, Aim for the Moon                         | — | — | — | — | US34 (2 Wo.)US | R&B16 (2 Wo.)R&B | Charteinstieg: 18. Juli 2020 feat. Quavo                                               |
| 2020 | 44 Bulldog Shoot for the Stars, Aim for the Moon                               | — | — | — | — | US39 (2 Wo.)US | R&B20 (1 Wo.)R&B | Charteinstieg: 18. Juli 2020                                                           |
| 2020 | Something Special Shoot for the Stars, Aim for the Moon                        | — | — | — | UK— SilberUK | US41 Platin · (7 Wo.)US | R&B21 (9 Wo.)R&B | Charteinstieg: 18. Juli 2020 Verkäufe: + 1.235.000                                     |
| 2020 | Yea Yea Shoot for the Stars, Aim for the Moon                                  | — | — | — | — | US43 (1 Wo.)US | R&B22 (1 Wo.)R&B | Charteinstieg: 18. Juli 2020                                                           |
| 2020 | Snitching Shoot for the Stars, Aim for the Moon                                | — | — | — | — | US54 (1 Wo.)US | R&B30 (1 Wo.)R&B | Charteinstieg: 18. Juli 2020 feat. Quavo & Future                                      |
| 2020 | Bad Bitch from Tokyo (Intro) Shoot for the Stars, Aim for the Moon             | — | — | — | — | US55 (1 Wo.)US | R&B31 (1 Wo.)R&B | Charteinstieg: 18. Juli 2020                                                           |
| 2020 | Creature Shoot for the Stars, Aim for the Moon                                 | — | — | — | — | US57 (1 Wo.)US | R&B33 (1 Wo.)R&B | Charteinstieg: 18. Juli 2020 feat. Swae Lee                                            |
| 2020 | West Coast Shit Shoot for the Stars, Aim for the Moon                          | — | — | — | — | US65 (1 Wo.)US | R&B37 (1 Wo.)R&B | Charteinstieg: 18. Juli 2020 feat. Tyga & Quavo                                        |
| 2020 | Diana Shoot for the Stars, Aim for the Moon                                    | — | — | — | — | US76 (1 Wo.)US | R&B42 (1 Wo.)R&B | Charteinstieg: 18. Juli 2020 feat. King Combs                                          |
| 2020 | Tunnel Vision (Outro) Shoot for the Stars, Aim for the Moon                    | — | — | — | — | US79 (1 Wo.)US | R&B43 (1 Wo.)R&B | Charteinstieg: 18. Juli 2020                                                           |
| 2021 | Demeanor Faith                                                                 | — | — | CH63 (1 Wo.)CH | UK14 (3 Wo.)UK | US86 (1 Wo.)US | R&B35 (1 Wo.)R&B | Charteinstieg: 25. Juli 2021 Videoauskopplung: 29. Juli 2021 feat. Dua Lipa            |
| 2021 | Woo Baby Faith                                                                 | DE— aDE | — | CH41 (3 Wo.)CH | UK54 Silber · (6 Wo.)UK | US64 (3 Wo.)US | R&B22 (6 Wo.)R&B | Charteinstieg: 25. Juli 2021 Verkäufe: + 200.000; feat. Chris Brown                    |
| 2021 | Tell the Vision Faith                                                          | — | — | CH50 (1 Wo.)CH | UK55 (1 Wo.)UK | US49 (1 Wo.)US | R&B16 (2 Wo.)R&B | Charteinstieg: 25. Juli 2021 feat. Kanye West & Pusha T                                |
| 2021 | Bout a Million Faith                                                           | — | — | — | UK64 (1 Wo.)UK | US54 (1 Wo.)US | R&B19 (1 Wo.)R&B | Charteinstieg: 29. Juli 2021 feat. 42 Dugg & 21 Savage                                 |
| 2021 | Mr. Jones Faith                                                                | — | — | — | — | US71 (1 Wo.)US | R&B26 (1 Wo.)R&B | Charteinstieg: 31. Juli 2021 feat. Future                                              |
| 2021 | More Time Faith                                                                | — | — | — | — | US80 (1 Wo.)US | R&B31 (1 Wo.)R&B | Charteinstieg: 31. Juli 2021                                                           |
| 2021 | Manslaughter Faith                                                             | — | — | — | — | US82 (1 Wo.)US | R&B33 (1 Wo.)R&B | Charteinstieg: 31. Juli 2021 feat. Rick Ross & The-Dream                               |
| 2021 | 30 Faith                                                                       | — | — | — | — | US97 (1 Wo.)US | R&B39 (1 Wo.)R&B | Charteinstieg: 31. Juli 2021 feat. Bizzy Banks                                         |
| 2021 | Brush Em Faith                                                                 | — | — | — | — | — | R&B40 (1 Wo.)R&B | Charteinstieg: 31. Juli 2021 feat. Rah Swish                                           |
| 2021 | Coupe Faith                                                                    | — | — | — | — | — | R&B44 (1 Wo.)R&B | Charteinstieg: 31. Juli 2021                                                           |
| 2021 | Genius Faith                                                                   | — | — | — | — | — | R&B46 (1 Wo.)R&B | Charteinstieg: 31. Juli 2021 feat. Lil Tjay                                            |

### Als Gastmusiker
| Jahr | Titel Album                              | Höchstplatzierung, Gesamtwochen, AuszeichnungChartplatzierungen (Jahr, Titel, Album, Platzierungen, Wochen, Auszeichnungen, Anmerkungen) | Höchstplatzierung, Gesamtwochen, AuszeichnungChartplatzierungen (Jahr, Titel, Album, Platzierungen, Wochen, Auszeichnungen, Anmerkungen) | Höchstplatzierung, Gesamtwochen, AuszeichnungChartplatzierungen (Jahr, Titel, Album, Platzierungen, Wochen, Auszeichnungen, Anmerkungen) | Höchstplatzierung, Gesamtwochen, AuszeichnungChartplatzierungen (Jahr, Titel, Album, Platzierungen, Wochen, Auszeichnungen, Anmerkungen) | Höchstplatzierung, Gesamtwochen, AuszeichnungChartplatzierungen (Jahr, Titel, Album, Platzierungen, Wochen, Auszeichnungen, Anmerkungen) | Höchstplatzierung, Gesamtwochen, AuszeichnungChartplatzierungen (Jahr, Titel, Album, Platzierungen, Wochen, Auszeichnungen, Anmerkungen) | Anmerkungen |
| Jahr | Titel Album                              | DE | AT | CH | UK | US | R&B | Anmerkungen |
| --- | ---------------------------------------- | --- | --- | --- | --- | --- | --- | --- |
| 2019 | Brush Em –                               | — | — | — | — | — | — | Erstveröffentlichung: 1. November 2019 Rah Swish feat. Pop Smoke                                                       |
| 2019 | 50k In Trap We Trust                     | — | — | — | — | — | — | Erstveröffentlichung: 22. November 2019 Trap Manny feat. Pop Smoke                                                     |
| 2020 | Slide (Remix) –                          | — | — | — | UK— SilberUK | — | — | Erstveröffentlichung: 16. Januar 2020 Verkäufe: + 200.000 H.E.R. feat. Pop Smoke, A Boogie wit da Hoodie & Chris Brown |
| 2020 | Ordinary –                               | — | — | — | — | — | — | Erstveröffentlichung: 11. Februar 2020 PnB Rock feat. Pop Smoke                                                        |
| 2020 | Zoo York State of Emergency              | — | — | — | UK65 Silber · (2 Wo.)UK | US94 Platin · (1 Wo.)US | R&B28 (1 Wo.)R&B | Erstveröffentlichung: 8. Mai 2020 Verkäufe: + 1.280.000; Lil Tjay feat. Fivio Foreign & Pop Smoke                      |
| 2020 | Black Mask –                             | — | — | — | — | — | — | Erstveröffentlichung: 30. Oktober 2020 Jay Gwuapo feat. Pop Smoke                                                      |
| 2020 | Double G CB5                             | — | — | — | — | — | — | Erstveröffentlichung: 30. Oktober 2020 French Montana feat. Pop Smoke                                                  |
| 2022 | Sunshine –                               | — | — | — | — | US— GoldUS | R&B44 (4 Wo.)R&B | Erstveröffentlichung: 12. August 2022 Verkäufe: + 500.000; Tyga feat. Jhené Aik & Pop Smoke                            |
| Folgende Lieder erschienen nicht als Single, wurden aber durch das Album zum Download und Streaming bereitgestellt und konnten somit eine Platzierung erlangen: |                                          | | | | | | | |
| |                                          | | | | | | | |
| 2020 | Gatti JackBoys                           | — | — | — | UK59 Silber · (2 Wo.)UK | US69 ×2Doppelplatin · (1 Wo.)US | R&B33 (1 Wo.)R&B | Charteinstieg: 9. Januar 2020 Verkäufe: + 2.455.000; JackBoys feat. Pop Smoke & Travis Scott                           |
| 2020 | Show Out Man on the Moon III: The Chosen | — | — | CH43 (2 Wo.)CH | UK37 Silber · (5 Wo.)UK | US54 (1 Wo.)US | R&B12 (2 Wo.)R&B | Charteinstieg: 18. Dezember 2020 Verkäufe: + 200.000; Kid Cudi feat. Skepta & Pop Smoke                                |
| 2021 | Burner on Deck Money Can’t Buy Happiness | — | — | — | UK18 (5 Wo.)UK | — | — | Charteinstieg: 5. Februar 2021 Fredo feat. Pop Smoke & Young ADZ                                                       |
| 2021 | Clueless Hall of Fame                    | — | — | — | — | US79 Gold · (1 Wo.)US | R&B32 (1 Wo.)R&B | Charteinstieg: 26. Juni 2021 Verkäufe: + 500.000; Polo G feat. Pop Smoke & Fivio Foreign                               |
| 2021 | Tell the Vision Donda                    | — | — | — | — | US90 (1 Wo.)US | R&B40 (1 Wo.)R&B | Charteinstieg: 26. Juni 2021 Kanye West feat. Pop Smoke                                                                |

## Musikvideos
| Jahr | Titel                   | Regie                                     |
| ---- | ----------------------- | ----------------------------------------- |
| 2019 | MPR                     | V. Lens                                   |
| 2019 | Flexin’                 | GoddyGoddy                                |
| 2019 | Meet the Woo            | GoddyGoddy                                |
| 2019 | Welcome to the Party    | GoddyGoddy                                |
| 2019 | Dior                    | Jlshotthat                                |
| 2019 | Double It               | GoddyGoddy                                |
| 2019 | War                     | Jlshotthat                                |
| 2019 | Gatti                   | Travis Scott, White Trash Tyler           |
| 2020 | Christopher Walking     | Brennan Rowe                              |
| 2020 | Shake the Room          | Off-White                                 |
| 2020 | Zoo York                | Bordeaux, Non Native                      |
| 2020 | Got It on Me            | Badmo, Oliver Cannon, Jlshotthat, Onetake |
| 2020 | The Woo                 | Eif Rivera                                |
| 2020 | Mood Swings             | David Wept                                |
| 2020 | Diana (Remix)           | Brilliant Garcia                          |
| 2020 | Aim for the Moon        | Oliver Cannon                             |
| 2020 | Black Mask              | Whipalo                                   |
| 2020 | Double G                | Eif Rivera                                |
| 2020 | What You Know Bout Love | Oliver Cannon                             |
| 2021 | 50k                     | Aala Sady                                 |
| 2021 | AP                      | Peter H., Zach Villafana                  |
| 2021 | Mr. Jones               | HidJi                                     |
| 2021 | Coupe                   | Jlshotthat                                |
| 2021 | Demeanor                | Nabil Elderkin                            |
| 2022 | Sunshine                | Arrad Rahgoshay                           |

## Promoveröffentlichungen
Promo-Singles

| Jahr | Titel Album                                                              | Höchstplatzierung, Gesamtwochen, AuszeichnungChartplatzierungen (Jahr, Titel, Album, Platzierungen, Wochen, Auszeichnungen, Anmerkungen) | Höchstplatzierung, Gesamtwochen, AuszeichnungChartplatzierungen (Jahr, Titel, Album, Platzierungen, Wochen, Auszeichnungen, Anmerkungen) | Höchstplatzierung, Gesamtwochen, AuszeichnungChartplatzierungen (Jahr, Titel, Album, Platzierungen, Wochen, Auszeichnungen, Anmerkungen) | Höchstplatzierung, Gesamtwochen, AuszeichnungChartplatzierungen (Jahr, Titel, Album, Platzierungen, Wochen, Auszeichnungen, Anmerkungen) | Höchstplatzierung, Gesamtwochen, AuszeichnungChartplatzierungen (Jahr, Titel, Album, Platzierungen, Wochen, Auszeichnungen, Anmerkungen) | Höchstplatzierung, Gesamtwochen, AuszeichnungChartplatzierungen (Jahr, Titel, Album, Platzierungen, Wochen, Auszeichnungen, Anmerkungen) | Anmerkungen                                                                               |
| Jahr | Titel Album                                                              | DE | AT | CH | UK | US | R&B | Anmerkungen                                                                               |
| ---- | ------------------------------------------------------------------------ | --- | --- | --- | --- | --- | --- | ----------------------------------------------------------------------------------------- |
| 2020 | Enjoy Yourself Shoot for the Stars, Aim for the Moon • Enjoy Yourself EP | — | — | — | UK— SilberUK | US56 (2 Wo.)US | R&B32 (2 Wo.)R&B | Erstveröffentlichung: 2. Juli 2020 Verkäufe: + 255.000; feat. Karol G                     |
| 2021 | Hello Shoot for the Stars, Aim for the Moon (Deluxe Edition)             | DE87 Gold · (6 Wo.)DE | AT73 (1 Wo.)AT | CH53 (8 Wo.)CH | UK— GoldUK | US83 Platin · (11 Wo.)US | R&B32 (20 Wo.)R&B | Erstveröffentlichung: 9. Februar 2021 Verkäufe: + 2.250.000; feat. A Boogie wit da Hoodie |

## Sonderveröffentlichungen
| Jahr | Titel Album                              | Anmerkungen                                                                       |
| ---- | ---------------------------------------- | --------------------------------------------------------------------------------- |
| 2019 | Load It Look What They Started           | Erstveröffentlichung: 4. Dezember 2019 Rah Swish feat. Pop Smoke                  |
| 2019 | Gatti Jackboys                           | Erstveröffentlichung: 27. Dezember 2019 Jackboys feat. Pop Smoke & Travis Scott   |
| 2020 | Run It Up Good Intentions                | Erstveröffentlichung: 8. Mai 2020 NAV feat. Pop Smoke                             |
| 2020 | Zoo York State of Emergency              | Erstveröffentlichung: 8. Mai 2020 Lil Tjay feat. Fivio Foreign & Pop Smoke        |
| 2020 | Double G CB5                             | Erstveröffentlichung: 20. November 2020 French Montana feat. Pop Smoke            |
| 2020 | Show Out Man on the Moon III: The Chosen | Erstveröffentlichung: 11. Dezember 2020 Kid Cudi feat. Skepta & Pop Smoke         |
| 2021 | Burner on Deck Money Can’t Buy Happiness | Erstveröffentlichung: 29. Januar 2021 Fredo feat. Pop Smoke & Young Adz           |
| 2021 | 50k In Trap We Trust                     | Erstveröffentlichung: 19. März 2021 Trap Manny feat. Pop Smoke                    |
| 2021 | Clueless Hall of Fame                    | Erstveröffentlichung: 11. Juni 2021 Polo G feat. Pop Smoke & Fivio Foreign        |
| 2021 | Light It Up Culture III                  | Erstveröffentlichung: 11. Juni 2021 Migos feat. Pop Smoke                         |
| 2021 | Tell the Vision Donda                    | Erstveröffentlichung: 29. August 2021 Kanye West feat. Pop Smoke                  |
| 2021 | Stuck in the Jungle They Got Amnesia     | Erstveröffentlichung: 19. November 2021 French Montana feat. Pop Smoke & Lil Durk |
| 2022 | Remember I Know Nigo!                    | Erstveröffentlichung: 25. März 2022 Nigo feat. Pop Smoke                          |

| Jahr | Titel Soundtrack              | Anmerkungen                                                                            |
| ---- | ----------------------------- | -------------------------------------------------------------------------------------- |
| 2021 | AP Boogie                     | Erstveröffentlichung: 5. März 2021                                                     |
| 2021 | Fashion Boogie                | Erstveröffentlichung: 5. März 2021 feat. Polo G                                        |
| 2021 | No Cap (Remix) Boogie         | Erstveröffentlichung: 5. März 2021 feat. M24                                           |
| 2021 | Lane Switcha Fast & Furious 9 | Erstveröffentlichung: 18. Juni 2021 mit Skepta feat. A$AP Rocky, Juicy J & Project Pat |

## Statistik

### Chartauswertung
|                     | DE    | AT    | CH    | UK    | US    | R&B     |
| ------------------- | ----- | ----- | ----- | ----- | ----- | ------- |
| Nummer-eins-Alben   | DE—DE | AT1AT | CH1CH | UK1UK | US2US | R&B2R&B |
| Top-10-Alben        | DE2DE | AT2AT | CH2CH | UK2UK | US3US | R&B3R&B |
| Alben in den Charts | DE3DE | AT3AT | CH3CH | UK3UK | US4US | R&B3R&B |

|                       | DE    | AT    | CH     | UK     | US     | R&B      |
| --------------------- | ----- | ----- | ------ | ------ | ------ | -------- |
| Nummer-eins-Singles   | DE—DE | AT—AT | CH—CH  | UK—UK  | US—US  | R&B—R&B  |
| Top-10-Singles        | DE—DE | AT1AT | CH2CH  | UK3UK  | US2US  | R&B4R&B  |
| Singles in den Charts | DE7DE | AT7AT | CH14CH | UK16UK | US34US | R&B38R&B |

### Auszeichnungen für Musikverkäufe
Die Lieder Element (+ 690.000 Verkäufe), Get Back (+ 370.000), Invincible (+ 1.055.000) und Paranoia (+ 65.000) wurden weder als Singles veröffentlicht, noch konnten sie aufgrund von hohen Download- oder Streamingzahlen die Charts erreichen. Dennoch erhielten die Lieder Schallplattenauszeichnungen.
| Land/RegionAuszeichnungen für Musikverkäufe (Land/Region, Auszeichnungen, Verkäufe, Quellen) | Silber       | Gold       | Platin         | Diamant     | Verkäufe   | Quellen                 |
| -------------------------------------------------------------------------------------------- | ------------ | ---------- | -------------- | ----------- | ---------- | ----------------------- |
| Australien (ARIA)                                                                            | —            | 4× Gold4   | 9× Platin9     | —           | 770.000    | aria.com.au             |
| Belgien (BRMA)                                                                               | —            | 2× Gold2   | —              | —           | 25.000     | ultratop.be             |
| Brasilien (PMB)                                                                              | —            | 4× Gold4   | 6× Platin6     | Diamant1    | 460.000    | pro-musicabr.org.br BR2 |
| Dänemark (IFPI)                                                                              | —            | 5× Gold5   | 16× Platin16   | —           | 1.060.000  | ifpi.dk                 |
| Deutschland (BVMI)                                                                           | —            | 6× Gold6   | Platin1        | —           | 1.500.000  | musikindustrie.de       |
| Frankreich (SNEP)                                                                            | —            | 7× Gold7   | 7× Platin7     | 3× Diamant3 | 2.749.999  | snepmusique.com         |
| Griechenland (IFPI)                                                                          | —            | 7× Gold7   | 6× Platin6     | —           | 190.000    | Einzelnachweise         |
| Island (IFPI)                                                                                | —            | Gold1      | —              | —           | 2.500      | Einzelnachweise         |
| Italien (FIMI)                                                                               | —            | 9× Gold9   | 4× Platin4     | —           | 640.000    | fimi.it                 |
| Kanada (MC)                                                                                  | —            | 2× Gold2   | 11× Platin11   | —           | 960.000    | musiccanada.com         |
| Neuseeland (RMNZ)                                                                            | —            | 4× Gold4   | 18× Platin18   | —           | 472.500    | radioscope.co.nz NZ2    |
| Österreich (IFPI)                                                                            | —            | 3× Gold3   | —              | —           | 45.000     | ifpi.at                 |
| Polen (ZPAV)                                                                                 | —            | 9× Gold9   | 7× Platin7     | —           | 515.000    | olis.pl                 |
| Portugal (AFP)                                                                               | —            | 6× Gold6   | 10× Platin10   | —           | 127.000    | Einzelnachweise         |
| Schweden (IFPI)                                                                              | —            | 3× Gold3   | 5× Platin5     | —           | 445.000    | sverigetopplistan.se    |
| Spanien (Promusicae)                                                                         | —            | 5× Gold5   | —              | —           | 150.000    | elportaldemusica.es     |
| Vereinigte Staaten (RIAA)                                                                    | —            | 4× Gold4   | 27× Platin27   | —           | 29.000.000 | riaa.com                |
| Vereinigtes Königreich (BPI)                                                                 | 13× Silber13 | 6× Gold6   | 10× Platin10   | —           | 9.820.000  | bpi.co.uk               |
| Insgesamt                                                                                    | 13× Silber13 | 87× Gold87 | 137× Platin137 | 4× Diamant4 |            |                         |